# Восточный (Мостовский район)
Восто́чный — посёлок в Мостовском районе Краснодарского края России.
Административный центр Краснокутского сельского поселения.

## География
Улицы
| - ул. Базарная, - ул. Гагарина, - ул. Гаражная, - ул. Горького, - ул. Зачехрачная, - ул. Комсомольская, - ул. Кооперативная, | - ул. Ленина, - ул. Мира, - ул. Молодёжная, - ул. Набережная, - ул. Нагорная, - ул. Новая, - ул. Просвещения, | - ул. Пушкина, - ул. Садовая, - ул. Степная, - ул. Театральная, - ул. Терешкова, - ул. Титова, - ул. Украинская. |

## Население
| 2002 | 2010  |
| ---- | ----- |
| 1231 | ↘1092 |

## Инфраструктура
Действовал конезавод «Лабинский», ипподром. 

## Транспорт
Автомобильный  транспорт. Выезд на автомагистраль «Кавказ».